# Nagorno-Karabakh-krigen
Nagorno-Karabakh-krigen var en krig som fandt sted fra 1991 til 1994 i den lille enklave Nagorno-Karabakh i det sydvestlige Aserbajdsjan. Konfliktens parter var etniske armeniere i Nagorno-Karabakh, støttet af Armenien, og Aserbajdsjan, støttet af mujahedin fra Tjetjenien og Afghanistan. I 1988 erklærede det nyligt oprettede parlament i enklaven at den ønskede at slutte sig til Armenien. Afgørelsen blev boykottet og fordømt af den aserbajdsjanske befolkning i enklaven, og en folkeafstemning blev afholdt hvor majoriteten stemte for selvstændighed. Dette førte til øgede voldshandlinger mellem de etniske grupper, hvor begge sider anklagede den anden for at udføre etnisk rensning.
Da Aserbajdsjan erklærede sig selvstændig fra Sovjetunionen, erklærede landet, at Nagorno-Karabakh ikke skulle få lov at beholde den selvstyremyndighed de havde haft under sovjetisk styre. Dette førte til krigsudbruddet i vinteren 1991. I foråret 1992 okkuperede Armenien den såkaldte Lachin-korridor, landområdet som ligger mellem Nagorno-Karabakh og Armenien. Aserbajdsjan benyttede sig af menneskelige bølge angreb, og havde derfor forholdsvis store tab. Mænd helt ned i 16-års alderen, fuldstændig uden militær erfaring, blev indkaldt til militær tjeneste. Internationale initiativer fejlede i at løse konflikten på en måde som begge parter kunne godtage. I foråret 1993 gennemførte Armenien et angreb på Nakhitjevan, noget som førte til at Tyrkiet truede med at intervenere. Rusland opstillede derfor styrker langs Armeniens grænse til Tyrkiet og sørgede på den måde for at Tyrkiet ikke gik ind i krigen. Da armenske styrker erobrede landområder langs den officielle grænse mellem Aserbajdsjan og Iran, gennemførte Iran en advarende mobilisering. Til trods for potentiel risiko, eskalerede krigen aldrig til at blive en storstilet regional konflikt, og intet land intervenerede på vegne af nogen af parterne mod den anden. I slutningen af 1994 kontrollerede armenierne næsten hele enklaven og 9 procent af yderlig aserbajdsjansk territorium. Mod slutningen af krigen blev der gjort oprør i Aserbajdsjan mod præsident Abülfaz Elçibay, og tropper blev fjernet fra frontlinjen for at deltage i kampene. Ofte førte dette til at armenierne kunne erobre hele byer uden at udløse et eneste skud. Den aserbajdsjanske præsident blev til sidst væltet, og det nye regime gik med til at forhandle om en våbenhvile.
Op mod 230.000 armeniere fra Aserbajdsjan og 800.000 aserbajdsjanere fra Armenien og Karabakh blev forflyttet som et resultat af krigen. Rusland sørgede for at få en våbenhvile forhandlet i maj 1994, og siden da har der pågået stadige fredsforhandlinger som ikke har lykkedes. Aserbajdsjanske trusler om at generobre enklaven, samt træfninger langs fronten har bidraget til at gøre konflikten til et potentielt risikofelt for en regional konflikt. Der var flere mindre grænsetræfninger mellem parterne 2008, 2010 og juli-august 2014. Konflikten blussede igen op 1.-4. april 2016 hvor der var regulære kampe mellem parterne. USAs udenrigsministerium har anslået at kampene resulterede i 350 dræbte (civile og militære). I september 2020 opstod der kampe igen mellem Armenien og Aserbajdsjan.